# Bebida isotónica

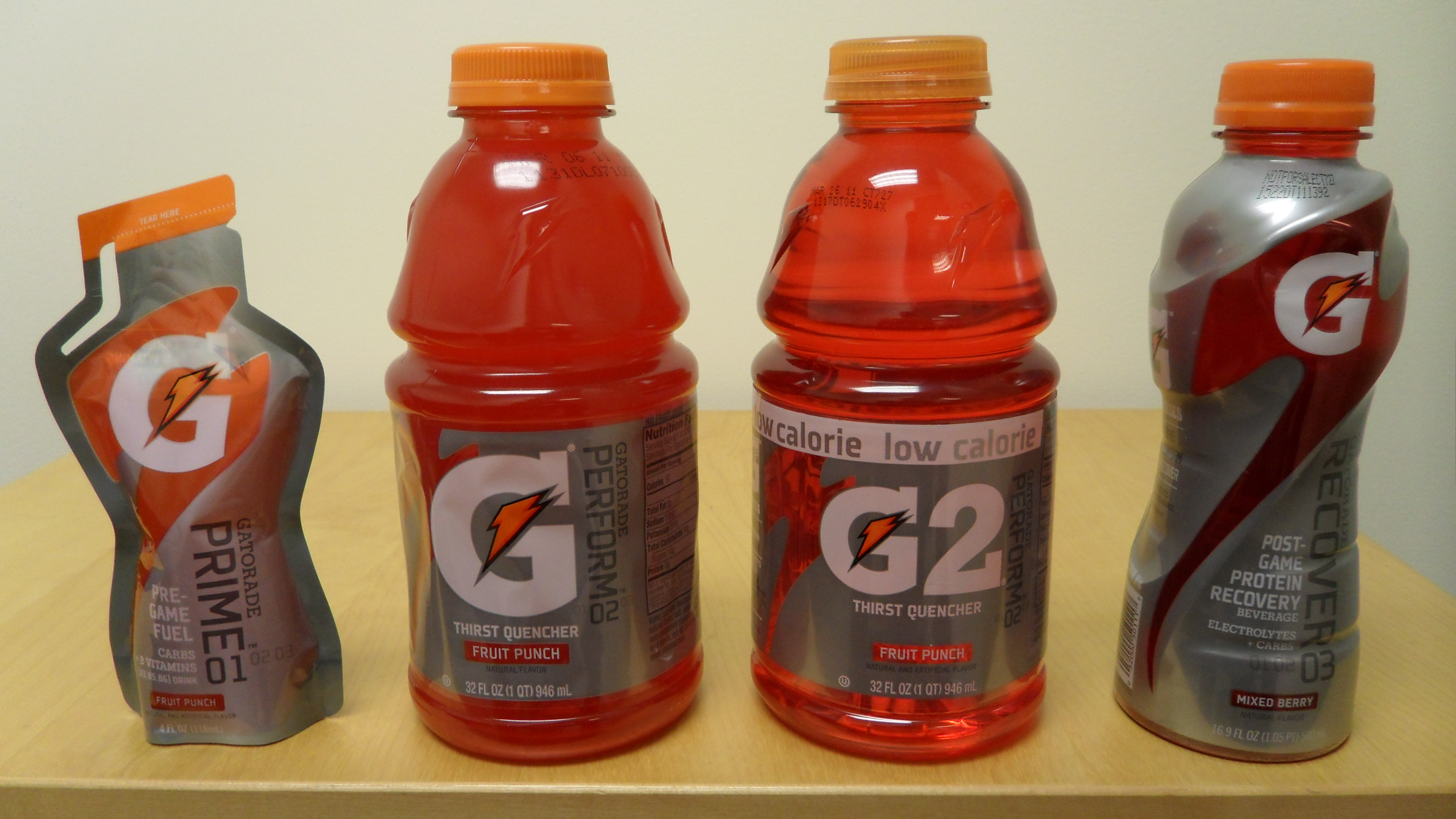
Gatorade, una de las bebidas deportivas más conocidas y consumidas.

Se llaman bebidas isotónicas aquellas bebidas rehidratantes o bebidas deportivas, es decir, aquellas con gran capacidad de rehidratación. Incluyen en su composición bajas dosis de sodio, normalmente en forma de cloruro de sodio o bicarbonato sódico, azúcar o glucosa y, habitualmente, potasio y otros minerales. Estos componentes ayudan a la absorción del agua, que es vital para el buen funcionamiento del cuerpo humano y del ser vivo.
No hay que confundirlas con las bebidas energizantes, ni con las bebidas estimulantes, ya que no contienen sustancias estimulantes. Son bebidas que reponen las sustancias perdidas durante la actividad física.

## Características
Son bebidas hidratantes isotónicas o ligeramente hipotónicas, pues una concentración excesiva de solutos entorpecerá la absorción del agua, incluso comparándola con el agua sola. Para que esto no suceda, los hidratos de carbono no deben superar el 10% de la composición de la bebida.
Otros componentes que se han estudiado para mejorar la absorción del agua son carbohidratos que no incrementen la osmolaridad, o sea que no vuelva la bebida hipertónica y entorpezca la absorción, como la maltodextrina, un polímero de la glucosa con menos osmolaridad; aminoácidos como la glicina, glutamina y la alanina parece que pueden tener una función similar a la de la glucosa en la absorción del agua; también algunos dipéptidos o tripéptidos que reducen la presión osmótica en relación con los aminoácidos.
Otros componentes que se les añaden y que no están relacionados con la mejora en la absorción de agua son minerales, magnesio y calcio; aminoácidos, pensando más en reponer los que se han degradado; carbohidratos de asimilación lenta para reponer las reservas de glucógeno, y vitaminas, de las cuales son más recomendables las hidrosolubles (vitamina C y grupo B) ya que el grupo B está relacionado con el metabolismo, y el exceso, tanto de C como de B, se eliminan fácilmente con la orina; las liposolubles, son menos recomendables, sobre todo D y A ya que no tienen mucha relación con la actividad física, necesitan alguna grasa para absorberse (es muy raro que una bebida isotónica la contenga) y si se absorben son más difíciles de eliminar. También se añaden saborizantes y colorantes que sólo tienen funciones organolépticas. No se añade gas carbónico, ni es recomendable porque puede provocar molestias durante el ejercicio.
El agua de arroz posee una de las características deseables antes mencionadas: proporciona glucosa en forma de un almidón de asimilación rápida, mejorando la absorción del agua sin volverlo hipertónico. Se usa sobre todo para reducir las diarreas, además de por su mejora en la absorción del agua. De hecho, el origen de las bebidas isotónicas fue para evitar las muertes por deshidratación extrema que producían las diarreas por cólera.
Al descubrirse la terapia de rehidratación oral, las muertes por deshidratación disminuyeron drásticamente. La rehidratación oral fue tan efectiva como la intravenosa en la gran mayoría de los casos.
Las bebidas isotónicas no son imprescindibles, y en períodos de menos de una hora no presentan prácticamente ventajas respecto al agua, pues el resto de solutos (sodio, glucosa, etc.) se reponen en la siguiente comida. Pero en períodos de larga duración, sí pueden aumentar el rendimiento o disminuir el cansancio.
Si se quiere ahorrar el precio de una de estas bebidas, uno mismo se puede preparar la conocida como limonada alcalina.

## Marcas
- Gatorade
- Aquarade
- Powerade
- EPIX
- Pocari Sweat
- Sporade
- Aquarius
- V-12 M.A.G.
- Ego Life Omnilife
- San Miguel 0,0 isotónica
- Upgrade
- Hidro220
- Isostar
- Enervit
- RAW superdrink
- Prime